# ユニオン大学 (ニューヨーク州)
表示タイトル:
ユニオンカレッジ (Union College)はアメリカ合衆国ニューヨーク州スケネクタディに位置する名門リベラルアーツカレッジ。1795年2月25日に設立され、ニューヨーク州教育委員会によって認可された最初の高等教育機関であり、ニューヨーク州ではコロンビア大学（旧キングス・カレッジに次いで二番目。
米国の大学進学統一試験であるSAT, ACTのスコアはそれぞれ1370 - 1520、31-34と非常に高くヒドゥン・アイビー、またリトル・アイヴィーにも含まれる。潤沢な資金により、奨学金が充実している。
1800年代には、ハーバード大学、イェール大学、プリンストン大学と並ぶ「ビッグ4」の1つとして知られていた。
学生数は約2,000人と小規模で教授と学生との距離が近いため、個別指導や研究活 動への参加機会が豊富にある。キャンパスは美しい建築と自然に囲まれ、全米でも有数の歴史的キャンパスとして知られている。
また、ユニオンカレッジは「ユニオン・プラン」と呼ばれる独自のカリキュラムを導入しており、 学生は自らの興味や将来の目標に合わせて柔軟に 専攻や副専攻を組み合わせることができる。さらに、多くの学生が学部在学中に研究、インターンシップ、留学などの体験型学習に参加している。
理系の専攻が強くプリンストン・レビュー誌による学生アンケートでは研究施設部門で第1位に選出されている。
卒業生はビジネス、医療、教育、公共政策、工学などさまざまな分野で活躍しており、そのネットワークも強力である。また、卒業後収入の中央値は153,300ドル、日本円でおよそ2300万円である。

## 沿革

### 創設
ユニオンカレッジは1795年に設立され、アメリカ合衆国で最初の非宗派の高等教育機関であり、ニューヨーク州では2番目に設立された。
1636年から1769年まで、植民地時代のアメリカに恒久的に設立された高等教育機関は9つしかなく、そのほとんどはそれぞれのキリスト教宗派を永続させるためのイギリスの宗教宗派と関連して設立されたが、ユニオンカレッジはより幅広いエキュメニカルな基盤で設立されることになった。

## 教育
学部生は、最低36の学期コースを完了する必要がある。エンジアリング専攻の学生は、最大40学期コースが卒業要件に必要であり、医学リーダーシッププログラム専攻の学生はおよそ45～50学期コースが必要となる。2022年の卒業生488人の中で最も人気の専攻は以下の通り：
- 経済学（82）
- 生物学および生物医学科学（46）
- 機械工学（40）
- 政治学および政府（40）
- 研究および実験心理学（36）
- 神経科学（31）

## 著名な卒業生
- チェスター・A・アーサー Chester A. Arthur (アメリカ合衆国の第21代大統領)
- ウィリアム・スワード William H. Seward (エイブラハム・リンカーン政権下の国務長官、ニューヨーク州知事)
- ジョージ・ウェスティングハウス George Westinghouse (アメリカの発明家・技術者)
- Andrea Barrett (ナショナルブックアワードとフィクション作品でのピューリッツァー賞受賞者)
- バルーク・サミュエル・ブランバーグ Baruch Samuel Blumberg (ノーベル生理学・医学賞受賞者)
- ジミー・カーター Jimmy Carter (アメリカ合衆国の第39代大統領、ノーベル平和賞受賞者)
- ルイス・ヘンリー・モーガン Lewis Henry Morgan (アメリカの文化人類学学者)
- アラン・ホルン Alan F. Horn (ウォルト・ディズニー・スタジオの会長、元ワーナー・ブラザースの社長およびCOO)
- Howard Simons (ウォーターゲート事件時代のワシントン・ポストの編集長)
- Rich Templeton (テキサス・インスツルメンツの元最高経営責任者)
- Nikki Stone (1998年冬季オリンピックでフリースタイルスキーにおいて金メダルを獲得)
- Jake Fishman (マイアミ・マーリンズの投手、ユニオン大学の選手としてMLBドラフトに指名された唯一の選手。)